# Paso
Der Paso (spanisch für „Schritt“, „Heiligenbild“ bzw. „Gruppe aus der Passionsgeschichte“) ist eine kurze, schwankhafte Dialogszene in Prosa, die im spanischen Theater seit dem Siglo de Oro populär ist. Sein Inhalt sind Szenen aus dem Volksleben.
Er entwickelte sich aus den mittelalterlichen mimetischen Passionsprozessionen mit der Darstellung der Leiden Christi. Im 16. Jahrhundert verselbständigte er sich zu einer dramatischen Kurzszene, die öffentlich auf dem Markt aufgeführt wurde; gleichzeitig wurde er von Lope de Rueda als Zwischen- oder Nachspiel für die Aktfolge der Comedia umgeformt. Bekannt sind z. B. Las aceitunas und Los criados, in denen er die beliebte Gestalt des Bobo zeigte, einen Vorläufer des Gracioso.
Im Gegensatz zu den späteren Entreméses, als deren Vorläufer sie gelten, sind die Pasos nicht musikalisch begleitet, auch wurden sie bis zu drei Mal in einen Akt eingeschoben. Als kurze Episode wurde der auch von Lope de Vega verfasst. Im Género chico des spanischen Volkstheaters blieben er bis in die Gegenwart lebendig.